# Echinacea pallida
La equinácea pálida, Echinacea pallida es una planta herbácea de la familia Asteraceae que crece en Norteamérica, la planta es similar a Echinacea angustifolia pero de mayor crecimiento.

## Descripción
Las hojas son lanceoladas con tres nervios y los márgenes enteros. Las flores tienen las lígulas o rayos florales estrechos y de color más pálido, blanco o rosado.
Esta especie está muy amenazada por su explotación abusiva al ser muy solicitada en medicina herbaria. Las primeras investigaciones sobre las propiedades de la equinácea se efectuaron con esta especie.

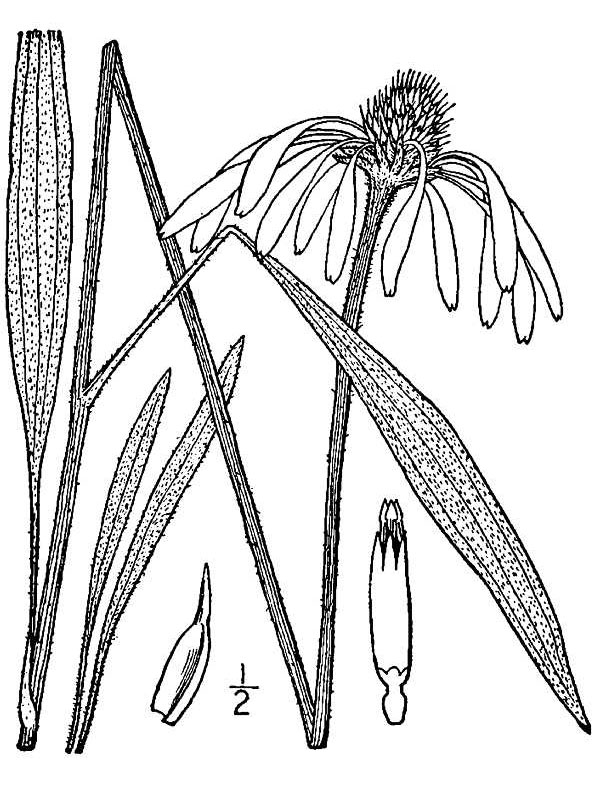
Ilustración.